# Liste des chapitres de Kenshin le vagabond
Cet article annexe liste les volumes du manga Kenshin le vagabond. 
Écrit et illustré par Nobuhiro Watsuki, Kenshin le vagabond a été publié dans le magazine de prépublication de manga Weekly Shōnen Jump de l'éditeur japonais Shūeisha du 25 avril 1994, au 20 septembre 1999,. Les 255 chapitres ont été compilés et publiés en 28 volumes par l'éditeur Shūeisha, le premier volume étant sorti le 9 septembre 1994 et le dernier le 4 novembre 1999,. La série a été rééditée dans une édition kanzenban de 22 volumes entre le 4 juillet 2006 et le 2 mai 2007,. L'éditeur publie une troisième édition bunko de 14 volumes entre le 18 janvier 2012 et le 18 juillet 2012,. Une suite en un seul chapitre a été publiée en 2000 dans le Weekly Shōnen Jump pour conclure la série, le chapitre intitulé, Le sabre à lame inversée de Yahiko (弥彦の逆刃刀, Yahiko no Sakabato), met en scène le personnage de Yahiko Myôjin. Ce dernier chapitre sera publié dans le dernier volume de l'édition kanzenban.

## Liste des volumes

### Kenshin le vagabond
| no | Japonais          | Japonais          | Français          | Français          |
| no | Date de sortie    | ISBN              | Date de sortie    | ISBN              |
| --- | ----------------- | ----------------- | ----------------- | ----------------- |
| 1 | 2 septembre 1994  | 978-4-08-871499-8 | 25 septembre 1998 | 978-2-72-342581-0 |
| Titre du volume : Kenshin, dit Battosaï Himura Personnages en couverture : Kenshin Himura et Kaoru KamiyaListe des chapitres : - Ch. 1 : Kenshin Himura, dit Battosai (剣心·緋村抜刀斎, Kenshin: Himura Battōsai) - Ch. 2 : Un vagabond dans la ville (流浪人·街へ行く, Rurōni Machi e Iku) - Ch. 3 : Yahiko Myôjin, descendant de samouraïs de Tôkyô (東京府士族·明神弥彦, Tōkyō-fu Shizoku: Myōjin Yahiko) - Ch. 4 : Pour un nouveau départ de l’école de l’Esprit vivant (活心流·再始動, Kasshin-ryū: Saishidō) - Ch. 5 : Un esprit combatif (喧嘩の男, Kenka no Otoko) - Ch. 6 : La confrontation avec Sanosuké Sagara (対決·相楽左之助, Taiketsu: Sagara Sanosuke) - Extra : Chronique d'un expert en sabre à l'ère Meiji (るろうに-明治剣客浪漫譚-, Rurōni -Meiji Kenkaku Romantan-) |                   |                   |                   |                   |
| 2 | 2 décembre 1994   | 978-4-08-871500-1 | 10 novembre 1998  | 978-2-72-342582-7 |
| Titre du volume : Les deux assassins Personnages en couverture : Kenshin Himura, Kaoru Kamiya, Yahiko Myôjin et Sanosuke SagaraListe des chapitres : - Ch. 7 : Le symbole du Mal (悪一文字, Aku Ichimonji) - Ch. 8 : Un nouveau venu (そして仲間がまた一人, Soshite Nakama ga mata Hitori) - Ch. 9 : Le Chapeau noir (黒笠, Kurogasa) - Ch. 10 : Le cœur à sens unique (心の一方, Shin no Ippō) - Ch. 11 : Rubans et caprices (リボンとわがまま, Ribon to Wagamama) - Ch. 12 : Les deux assassins (人斬りふたり, Hitokiri Futari) - Ch. 13 : L’origine des patriotes (志士名の由来, Shishi Na no Yurai) - Ch. 14 : Épilogue lunaire (月下終焉, Gekka Shūen) - Ch. 15 : En fuite (逃走麗女, Tōsō Reijo) |                   |                   |                   |                   |
| 3 | 2 février 1995    | 978-4-08-871503-2 | 20 janvier 1999   | 978-2-72-342777-7 |
| Titre du volume : La raison d’agir Personnages en couverture : Kenshin Himura et Kaoru KamiyaListe des chapitres : - Ch. 16 : Megumi, Kanryû et… (恵、観柳そして･･･, Megumi, Kanryū soshite...) - Ch. 17 : L’attaque des Oniwaban shû (御庭番強襲, Oniwaban Kyōshū) - Ch. 18 : L’élan de l’équipe Kenshin (剣心組奮迅, Kenshin-gumi Funjin) - Ch. 19 : La fille d’Aizu (会津の娘, Aizu no Musume) - Ch. 20 : La raison d’agir (動く理由, Ugoku Wake) - Ch. 21 : La tempête (疾風怒濤, Shippū Dotō) - Ch. 22 : L’invasion de la résidence de Kanryû (観柳邸突入, Kanryūtei Totsunyū) - Extra : Le vagabond - chronique d’un expert en sabre à l’ère Meiji (るろうに-明治剣客浪漫譚-, Rurōni -Meiji Kenkaku Romantan-) |                   |                   |                   |                   |
| 4 | 4 avril 1995      | 978-4-08-871504-9 | 23 mars 1999      | 978-2-72-342790-6 |
| Titre du volume : Les deux destinées Personnages en couverture : Kenshin Himura, Sanosuke Sagara, Yahiko Myôjin et Aoshi ShinomoriListe des chapitres : - Ch. 23 : Hannya le ninja (隠密拳法家·般若, Onmitsu Kenpō-ka: Hannya) - Ch. 24 : Hannya et Shikijo (壮烈の般若、創痍の式尉, Sōretsu no Hannya, Sōi no Shikijō) - Ch. 25 : Le combat des plus forts (豪腕対決, Gōwan Taiketsu) - Ch. 26 : Aoshi Shinomori, le chef (御頭·四之森蒼紫, O-kashira: Shinomori Aoshi) - Ch. 27 : Un combat acharné (激闘, Gekitō) - Ch. 28 : L'issue du combat (死闘の果て, Shitō no Hate) - Ch. 29 : Première destinée, Megumi (二つの結末-恵-, Futatsu no Ketsumatsu -Megumi-) - Ch. 30 : Première destinée, Aoshi (二つの結末-蒼紫-, Futatsu no Ketsumatsu -Aoshi-) |                   |                   |                   |                   |
| 5 | 2 juin 1995       | 978-4-08-871505-6 | 25 mai 1999       | 978-2-72-342796-8 |
| Titre du volume : L'avenir du Kenjutsu Personnages en couverture : Kenshin Himura, Kaoru Kamiya, Sanosuke Sagara et Yahiko MyôjinListe des chapitres : - Ch. 31 : Le comabt de Yahiko (1ère partie) (番外編·弥彦の闘い(前編), Bangaihen: Yahiko no Tatakai (Zenpen)) - Ch. 32 : Le combat de Yahiko (2ème partie) (番外編·弥彦の闘い(中編), Bangaihen: Yahiko no Tatakai (Chūhen)) - Ch. 33 : Le combat de Yahiko (3ème partie) (番外編·弥彦の闘い(後編), Bangaihen: Yahiko no Tatakai (Kōhen)) - Ch. 34 : Le kenjutsu de l'ère Meiji (明治剣術模様, Meiji Kenjustsu Moyō) - Ch. 35 : Raijuta (その男·雷十太, Sono otoko: Raijūta) - Ch. 36 : La technique secrète (秘剣, Hiken) - Ch. 37 : Raijuta (塚山庭園会談, Tsukayama Teien Kaidan) - Ch. 38 : Le talent de Yutaro (由太郎の腕前, Yutarō no Udemae) - Ch. 39 : L'affrontement (衝突, Shōtotsu) |                   |                   |                   |                   |
| 6 | 4 août 1995       | 978-4-08-871506-3 | 7 juillet 1999    | 978-2-72-342831-6 |
| Titre du volume : Sans souci Personnage en couverture : Kenshin HimuraListe des chapitres : - Ch. 40 : L'homme idéal (理想の男, Risō no Otoko) - Ch. 41 : Une autre technique secrète (もうひとつの秘剣, Mō Hitotsu no Hiken) - Ch. 42 : Tu ne le sais pas (お前は知らない, Omae wa Shiranai) - Ch. 43 : La fin du combat (決着, Kechaku) - Ch. 44 : Inutile de s'en faire (心配無用, Shinpai Muyō) - Ch. 45 : Sanosuké et son estampe (1ère partie) (番外編·左之助と錦絵(前編), Bangaihen: Sanosuke to Nishiki-e (Zenpen)) - Ch. 46 : Sanosuké et son estampe (2ème partie) (番外編·左之助と錦絵(中編), Bangaihen: Sanosuke to Nishiki-e (Chūhen)) - Ch. 47 : Sanosuké et son estampe (3ème partie) (番外編·左之助と錦絵(後編), Bangaihen: Sanosuke to Nishiki-e (Kōhen)) - Histoire spéciale : 特別編③ 戦国の三日月 (Tokubetsuhen 3: Sengoku no Mikazuki) |                   |                   |                   |                   |
| 7 | 4 octobre 1995    | 978-4-08-871507-0 | 21 septembre 1999 | 978-2-72-342926-9 |
| Titre du volume : Un jour de mai Personnages en couverture : Kenshin Himura et Hajime SaitôListe des chapitres : - Ch. 48 : La résurrection du loup (蘇る狼, Yomigaeru Ōkami) - Ch. 49 : Le loup sauvage (豺狼, Sairō) - Ch. 50 : Le complot (蠢動, Shundō) - Ch. 51 : Face à face (対峙, Taiji) - Ch. 52 : Le loup montre les crocs (牙を剥く狼, Kiba wo Muku Ōkami) - Ch. 53 : Le réveil (呼応, Koō) - Ch. 54 : Arrêter le combat (二人を止める者, Futari wo Tomerumono) - Ch. 55 : Toshimichi Okubo (大久保利通の依頼, Ōkubo Toshimichi no Irai) - Ch. 56 : Le matin du 14 mai 1878 (明治十一年五月十四日-午前-, Meiji Jūichinen Gogatsu Jūyokka -Gozen-) - Ch. 57 : L'après-midi du 14 mai 1878 (明治十一年五月十四日-午後-, Meiji Jūichinen Gogatsu Jūyokka -Gogo-) |                   |                   |                   |                   |
| 8 | 1er décembre 1995 | 978-4-08-871508-7 | 23 novembre 1999  | 978-2-72-342947-4 |
| Titre du volume : Sur le chemin de Kyôto Personnages en couverture : Kenshin Himura, Misao Makimachi, Sanosuke Sagara, Kaoru Kamiya et Yahiko MyôjinListe des chapitres : - Ch. 58 : Vers Kyoto (1ère partie) (京都へ…(前編), Kyōto e... (Zenpen)) - Ch. 59 : Vers Kyoto (2ème partie (京都へ…(後編), Kyōto e... (Kōhen)) - Ch. 60 : Les sentiments de Megumi et Kaoru (恵の気持ち·薫の気持ち, Megumi no Kimochi, Kaoru no Kimochi) - Ch. 61 : Un homme sans pitié (無情の男, Mujō no Otoko) - Ch. 62 : Sur le chemin de Kyôto (明治東海道中, Meiji Tōkaidōchū) - Ch. 63 : Misao Makimachi (巻町 操, Makimachi Misao) - Ch. 64 : Le jeu du chat et de la souris (鬼ごっこ, Onigokko) - Ch. 65 : Chacun son chemin (道中それぞれ, Dōchū Sorezore) - Ch. 66 : Le village abandonné (見捨てられた村, Misuterareta Mura) |                   |                   |                   |                   |
| 9 | 2 février 1996    | 978-4-08-871509-4 | 15 janvier 2000   | 978-2-72-343096-8 |
| Titre du volume : L'arrivée à Kyoto Personnages en couverture : Kenshin Himura, Yahiko Myôjin, Kaoru Kamiya, Misao Makimachi, Hajime Saitô et Aoshi ShinomoriListe des chapitres : - Ch. 67 : Naissance d'un petit diable (小さな修羅の芽生え, Chiisa na Shura no Mebae) - Ch. 68 : Portrait d'un homme ambitieux (野心家の肖像, Yashinka no Shōzō) - Ch. 69 : Tactique de combat (闘いの駆け引き, Tatakai no Kakehiki) - Ch. 70 : Sojiro, le sabre divin (天剣の宗次郎, Tenken no Sōjirō) - Ch. 71 : De nouveau vers Kyoto (再び京都へ, Futatabi Kyōto e) - Ch. 72 : Rencontre en forêt (1ère partie) (森の出会い(前編), Mori no Deai (Zenpen)) - Ch. 73 : Rencontre en forêt (2ème partie) (森の出会い(後編), Mori no Deai (Kōhen)) - Ch. 74 : L'arrivée à Kyoto (京都到着, Kyōto Tōchaku) - Ch. 75 : A la recherche du sabre à lame inversée (逆刃刀を求めて, Sakabatō o Motomete) |                   |                   |                   |                   |
| 10 | 4 avril 1996      | 978-4-08-871510-0 | 22 mars 2000      | 978-2-72-343097-5 |
| Titre du volume : Maître et disciple Personnages en couverture : Kenshin Himura, Kaoru Kamiya, Sanosuke Sagara et Kaoru KamiyaListe des chapitres : - Ch. 76 : Les dix sabres (十本刀動く, Juppongatana Ugoku) - Ch. 77 : Prélude d'un combat mortel (死斗の幕開け, Shitō no Makuake) - Ch. 78 : Cho, membre des dix sabres (十本刀·張, Juppongatana: Chō) - Ch. 79 : Le sabre à lame souple (薄刃乃太刀, Hakujin no Tachi) - Ch. 80 : Garder le sabre au fourreau (禁忌の抜刀, Kinki no Battō) - Ch. 81 : Le souhait de Shakku (赤空の想い, Shakkū no Omoi) - Ch. 82 : Le rapprochement (手繰りよる糸, Taguriyoru Ito) - Ch. 83 : Seijuro Hiko (比古清十郎, Hiko Seijūrō) - Ch. 84 : Maître et disciple (御剣の師弟, Mitsurugi no Shitei) |                   |                   |                   |                   |
| 11 | 4 juin 1996       | 978-4-08-872281-8 | 11 mai 2000       | 978-2-72-343098-2 |
| Titre du volume : Prélude à la chute Personnage en couverture : Kenshin HimuraListe des chapitres : - Ch. 85 : Sentiments mitigés (気持ち半分, Kimochi Hanbun) - Ch. 86 : Aoshi et Okina (蒼紫と翁, Aoshi to Okina) - Ch. 87 : La réunion des diables (修羅の会合, Shura no Kaigō) - Ch. 88 : Prélude à la chute (崩壊の序曲, Hōkai no Jokyoku) - Ch. 89 : Aoshi contre Okina (蒼紫対翁, Aoshi tai Okina) - Ch. 90 : La fin d'un combat sanglant (鮮血の終焉, Senketsu no Shūen) - Ch. 91 : La décision de Misao (操の決意, Misao no Ketsui) - Ch. 92 : Coq et balai (トリとホウキと, Tori to Hōki to) - Ch. 93 : Celui que l'on nomme Usui (その名は宇水, Sono Na wa Usui) |                   |                   |                   |                   |
| 12 | 4 septembre 1996  | 978-4-08-872282-5 | 16 juillet 2000   | 978-2-72-343099-9 |
| Titre du volume : Incendie à Kyôto Personnages en couverture : Kenshin Himura, Aoshi Shinomori, Kaoru Kamiya et Misao MakimachiListe des chapitres : - Ch. 94 : Le début de l'initiation (伝授開始, Denju Kaishi) - Ch. 95 : Même au péril de ma vie... (命を捨てても…, Inochi o Sutetemi...) - Ch. 96 : En errant entre la vie et la mort... (生と死の間で…, Sei to Shi no Hazama de...) - Ch. 97 : Le rassemblement des "dix sabres" (十本刀集結, Juppongatana Shūketsu) - Ch. 98 : Un autre but (もう一つの目的, Mō Hitotsu no Mokuteki) - Ch. 99 : A tombeau ouvert ! (翔ぶが如く, Tobu ga Gotoku) - Ch. 100 : Le croissant de lune à l'époque des guerres (京都大火(前編), Kyōto Taika (Zenpen)) - Ch. 101 : L'incendie de Kyoto (1ère partie) (京都大火(中編), Kyōto Taika (Chūhen)) - Ch. 102 : L'incendie de Kyoto (2ème partie) (京都大火(後編), Kyōto Taika (Kōhen)) |                   |                   |                   |                   |
| 13 | 2 décembre 1996   | 4-08-872283-3     | 13 septembre 2000 | 978-2-72-343153-8 |
| Titre du volume : Une magnifique nuit Personnage en couverture : Kenshin HimuraListe des chapitres : - Ch. 103 : A l'aube (一夜明けて, Ichiya Akete) - Ch. 104 : Les larmes (なみだ, Namida) - Ch. 105 : Une magnifique nuit (見事な夜, Migoto na Yoru) - Ch. 106 : La vipère (蛇蝎の如く, Dakatsu no Gotoku) - Ch. 107 : La colère divine (明王, Myōō) - Ch. 108 : Différence de force (力の差, Chikara no Sa) - Ch. 109 : Sûr de sa force (拳の確信, Kobushi no Kakushin) - Ch. 110 : Un monde difficile à sauver (救い難き世界, Sukuigataki Sekai) - Ch. 111 : Le langage des poings (拳の語らい, Kobushi no Katarai) |                   |                   |                   |                   |
| 14 | 4 mars 1997       | 978-4-08-872284-9 | 5 novembre 2000   | 978-2-72-343158-3 |
| Titre du volume : L'heure de tenir ses promesses Personnages en couverture : Kenshin Himura, Makoto Shishio, Sadojima Hoji, Sôjirô Seta et Yumi KomagataListe des chapitres : - Ch. 112 : La progression (前進, Zenshin) - Ch. 113 : Les yeux du cœur d'Usuï et ceux de Saïto (宇水の心眼 斎藤の心眼, Usui no Shingan, Saitō no Shingan) - Ch. 114 : Les crocs meurtriers (突きたてる牙, Tsukitateru Kiba) - Ch. 115 : L'heure de tenir ses promesses (約束の時は今, Yakusoku no Toki wa Ima) - Ch. 116 : La revanche (再戦開始, Saisen Kaishi) - Ch. 117 : La violente offensive d'Aoshi (蒼紫猛攻, Aoshi Mōkō) - Ch. 118 : A deux doigts de la mort (紙一重, Kamihitoe) - Ch. 119 : L'heure d'ouvrir les yeux (目醒める時は今, Mezameru Toki wa Ima) - Ch. 120 : L'éclat du dragon céleste (天翔龍閃其之壱, Amakakeru Ryū no Hirameki Sono Ichi) |                   |                   |                   |                   |
| 15 | 1er mai 1997      | 978-4-08-872295-5 | 15 janvier 2001   | 978-2-72-343313-6 |
| Titre du volume : Le géant contre le surhomme Personnages en couverture : Kenshin Himura et Kaoru KamiyaListe des chapitres : - Ch. 121 : Attaque et défense de l'Aoïya (攻防葵屋, Kōbō Aoiya) - Ch. 122 : Le combat d'un jeune garçon (闘う少年, Tatakau Shōnen) - Ch. 123 : Le combat d'une jeune fille (闘う少女, Tatakau Shōjo) - Ch. 124 : L'ombre du désespoir (絶望の影, Zetsubō no Kage) - Ch. 125 : L'apparition !! (降臨!!, Kōrin!!) - Ch. 126 : Le géant contre le surhomme (début) (巨人対超人(前編), Kyojin tai Chōjin (Zenpen)) - Ch. 127 : Le géant contre le surhomme (fin) (巨人対超人(後編), Kyojin tai Chōjin (Kōhen)) - Ch. 128 : La mobilisation de Sojiro (宗次郎出陣, Sōjirō Shutsujin) - Ch. 129 : La technique "Shukuchi" (縮地, Shukuchi) |                   |                   |                   |                   |
| 16 | 4 juin 1997       | 978-4-08-872296-2 | 23 mars 2001      | 978-2-72-343314-3 |
| Titre du volume : La providence Personnages en couverture : Kenshin Himura et Kaoru KamiyaListe des chapitres : - Ch. 130 : Le passé de Sojiro - Rencontre au clair de lune (宗次郎の過去-月夜の邂逅-, Sōjirō no Kako -Tsukiyo no Kaikō-) - Ch. 131 : Le passé de Sojiro - Une atmosphère orageuse (宗次郎の過去-稲妻の狂宴-, Sōjirō no Kako -Inazuma no Kyōen-) - Ch. 132 : La passé de Sojiro - Un visage souriant sous une pluie de grêle (宗次郎の過去-氷雨の笑顔-, Sōjirō no Kako -Hisame no Egao-) - Ch. 133 : Un cœur brisé (精神崩壊, Kokoro Kowareru) - Ch. 134 : L'éclat du dragon céleste (2ème partie) (天翔龍閃其之弐, Amakakeru Ryū no Hirameki Sono Ni) - Ch. 135 : Certains se réunissent, d'autres partent (集う者去る者, Tsudou Mono Saru Mono) - Ch. 136 : "Quand avons-nous commencé à nous battre ?" (闘いの始まりはいつからだったか, Tatakai no Hajimari wa itsu kara datta ka) - Ch. 137 : La pâture (糧, Kate) - Ch. 138 : La providence (摂理, Setsuri) |                   |                   |                   |                   |
| 17 | 3 octobre 1997    | 978-4-08-872297-9 | 23 mai 2001       | 978-2-72-343315-0 |
| Titre du volume : Celui que le temps a choisi Personnage en couverture : Kenshin HimuraListe des chapitres : - Ch. 139 : Un grand éclat de rire (高笑い, Takawarai) - Ch. 140 : Un destin encore incertain (命運未だ尽きず, Meiun Imada Tsukizu) - Ch. 141 : Les flammes d'un sabre à double tranchant (両刃の炎, Moroha no Honoo) - Ch. 142 : La phase finale (最終局面, Saishū Kyokumen) - Ch. 143 : L'éclat du dragon céleste (3ème partie) (天翔龍閃其之参, Amakakeru Ryū no Hirameki Sono San) - Ch. 144 : Yumi, une preuve d'amour (由美·愛の形, Yumi: Ai no Katachi) - Ch. 145 : Celui que le temps a choisi (決着-時代の選びし者-, Kechaku -Jidai no Erabishimono-) - Ch. 146 : La détermination de Hôji (方治の執念, Hōji no Shūnen) - Ch. 147 : L'histoire de Kyoto (Épilogue 1 : Disposition pour les membres des "dix sabres" (1ère partie) (京都編エピローグ其之壱·十本刀始末(前編), Kyōto Hen Epirōgu Sono Ichi: Juppongatana Shimatsu (Zenpen)) - Ch. 148 : L'histoire de Kyoto (Épilogue 2 : Disposition pour les membres des "dix sabres" (2ème partie) (京都編エピローグ其之弐·十本刀始末(後編), Kyōto Hen Epirōgu Sono Ichi: Juppongatana Shimatsu (Kōhen)) |                   |                   |                   |                   |
| 18 | 18 décembre 1997  | 978-4-08-872298-6 | 17 juillet 2001   | 978-2-72-343316-7 |
| Titre du volume : A-t-il toujours une balafre en forme de croix ? Personnages en couverture : Kenshin Himura, Kaoru Kamiya et Enishi YukishiroListe des chapitres : - Ch. 149 : L'histoire de Kyoto (Épilogue 3 : Un matin, au début de l'été) (京都編エピローグ其之参·初夏の午前, Kyōto Hen Epirōgu Sono San: Shoka no Gozen) - Ch. 150 : L'histoire de Kyoto (Épilogue 4 : Un après-midi, au début de l'été) (京都編エピローグ其之四·初夏の午後, Kyōto Hen Epirōgu Sono Yon: Shoka no Gogo) - Ch. 151 : L'histoire de Kyoto (Épilogue 5 : In the blue sky) (京都編エピローグ其之五·In The Blue Sky, Kyōto Hen Epirōgu Sono Go: In Za Burū Sukai) - Ch. 152 : A-t-il toujouts une balafre en forme de croix ? (十字傷はまだ有るか?, Jūji Kizu wa Mada Aru ka?) - Ch. 153 : L'homme au bras-canon (隻腕の男, Sekiwan no Otoko) - Ch. 154 : Le signal de la vengeance (復讐の狼煙, Fukushū no Noroshi) - Ch. 155 : Une vengeance humaine (人誅, Jinchū) - Ch. 156 : Les camarades (同志, Dōshi) - Ch. 157 : L'impatience de Yahiko (弥彦のあせり, Yahiko no Aseri) - Ch. 158 : Deux tempêtes se déchaînent ! (双嵐吹き荒ぶ!, Sōran Fukisusabu!) |                   |                   |                   |                   |
| 19 | 4 février 1998    | 978-4-08-872515-4 | 28 septembre 2001 | 978-2-72-343616-8 |
| Titre du volume : L'illusion et la réalité Personnages en couverture : Kenshin Himura, Enishi Yukishiro et Kaoru KamiyaListe des chapitres : - Ch. 159 : L'invincible carapace d'acier (無敵鉄甲, Mutekitekkō) - Ch. 160 : L'homme aux armes cachées (人間暗器, Ningen Anki) - Ch. 161 : Le temps des questions (穿つ問い掛け, Ugatsu Toikake) - Ch. 162 : Souvenirs au coucher du soleil (暁に想う, Akatsuki no Omou) - Ch. 163 : Le prélude de la mort (終焉への序曲, Shūen e no Jokyoku) - Ch. 164 : L'illusion et la réalité (幻と現実, Maboroshi to Genjitsu) - Ch. 165 : Récit de souvenirs : 1 - L'assassin (追憶ノ壱-人斬り-, Tsuioku no Ichi -Hitokiri-) - Ch. 166 : Récit de souvenirs : 2 - La naissance de Battosaï (追憶ノ弐-抜刀斎誕生-, Tsuioku no Ni -Battōsai Tanjō-) - Ch. 167 : Récti de souvenirs : 3 - Un couple sous une pluie de sang (追憶ノ参-血の雨の男と女-, Tsuioku no San -Chi no Ame no Otoko to On'na-) |                   |                   |                   |                   |
| 20 | 4 mai 1998        | 978-4-08-872551-2 | 19 novembre 2001  | 978-2-72-343617-5 |
| Titre du volume : Réminiscences Personnages en couverture : Kenshin Himura et Enishi YukishiroListe des chapitres : - Ch. 168 : Récit de souvenirs : 4 - Tomoé Yukishiro (追憶ノ四-雪代 巴-, Tsuioku no Shi -Yukishiro Tomoe-) - Ch. 169 : Récit de souvenirs : 5 - Le folie (追憶ノ伍-狂-, Tsuioku no Go -Kyō-) - Ch. 170 : Récit de souvenirs : 6 - Les grands bouleversements de 1864 (追憶ノ六-激動·元治元年-, Tsuioku no Roku -Gekidō: Genji Gannen-) - Ch. 171 : Une courte pause (小休止, Shōkyūshi) - Ch. 172 : Récit de souvenirs : 7 - A la campagne (追憶ノ七-田園にて-, Tsuioku no Nana -Den'en ni te-) - Ch. 173 : Récit de souvenirs : 8 -La visite d'Enishi (追憶ノ八-縁、来訪-, Tsuioku no Hachi -Enishi, Raihō-) - Ch. 174 : Récit de souvenirs : 9 - La neige, si blanche... (追憶ノ九-雪、白く…-, Tsuioku no Kyū -Yuki, Shiroku...-) - Ch. 175 : Récit de souvenirs : 10 - La forêt des entraves (追憶ノ十-結界の森-, Tsuioku no Jū -Kekkai no Mori-) - Ch. 176 : Récti de souvenirs : 11 - Les Yaminobu (追憶ノ十一-闇乃武-, Tsuioku no Jūichi -Yami no Bu-) - Ch. 177 : Récit de souvenirs : 12 - Un combat acharné (追憶ノ十二-激闘-, Tsuioku no Jūni -Gekitō-) |                   |                   |                   |                   |
| 21 | 3 juillet 1998    | 978-4-08-872574-1 | 16 février 2002   | 978-2-72-343618-2 |
| Titre du volume : Et le temps s'écoula... Personnages en couverture : Kenshin Himura et Tomoe YukishiroListe des chapitres : - Ch. 178 : Récit de souvenirs : 13 - La cicatrice cruciforme (追憶ノ十三-十字傷-, Tsuioku no Jūsan -Jūji Kizu-) - Ch. 179 : Récit de souvenirs : 14 - Et le temps s'écoula... (追憶ノ十四-そして時代は流れ-, Tsuioku no Jūshi -Soshite Jidai wa Nagare-) - Ch. 180 : Au fil de la nuit... (夜が更けて…, Yo ga Fukete...) - Ch. 181 : Une lueur d'espoir (一縷の望み, Ichiru no Nozomi) - Ch. 182 : La déclaration (1) (告白(前編), Kokuhaku (Zenpen)) - Ch. 183 : La déclaration (2) (告白(後編), Kokuhaku (Kōhen)) - Ch. 184 : Le feu d'artifice (花火, Hanabi) - Ch. 185 : Face au canon Armstrong (対アームストロング砲, Tai Āmusuturongu Kanon) - Ch. 186 : La nouvelle carapace invincible (新·無敵鉄甲, Shin Mutekitekkō) |                   |                   |                   |                   |
| 22 | 3 septembre 1998  | 978-4-08-872601-4 | 26 avril 2002     | 978-2-72-343619-9 |
| Titre du volume : Triple bataille Personnage en couverture : Kenshin HimuraListe des chapitres : - Ch. 187 : Le cours de la bataille (戦局の行方, Senkyoku no Yukue) - Ch. 188 : L'artiste de la mécanique (機巧の芸術家, Karakuri no Arutisuto) - Ch. 189 : Triple bataille (Chapitre 1 - 1ère partie) (三局の闘い其之一ノ一, Sankyoku no Tatakai Sono Ichi no Ichi) - Ch. 190 : Triple bataille (Chapitre 1 - 2ème partie) (三局の闘い其之一ノ二, Sankyoku no Tatakai Sono Ichi no Ni) - Ch. 191 : Triple bataille (Chapitre 2 - 1ère partie) (三局の闘い其之二ノ一, Sankyoku no Tatakai Sono Ni no Ichi) - Ch. 192 : Triple bataille (Chapitre 2 - 2ème partie) (三局の闘い其之二ノ二, Sankyoku no Tatakai Sono Ni no Ni) - Ch. 193 : Triple bataille (Chapitre 2 - 3ème partie) (三局の闘い其之二ノ三, Sankyoku no Tatakai Sono Ni no San) - Ch. 194 : Triple bataille (Chapitre 3 - 1ère partie) (三局の闘い其之三ノ一, Sankyoku no Tatakai Sono San no Ichi) - Ch. 195 : Triple bataille (Chapitre 3 - 2ème partie) (三局の闘い其之三ノ二, Sankyoku no Tatakai Sono San no Ni) - Ch. 196 : Le loup à la cigarette (狼の紫煙, Ōkami no Shien) |                   |                   |                   |                   |
| 23 | 4 novembre 1998   | 978-4-08-872626-7 | 16 juin 2002      | 978-2-72-343620-5 |
| Titre du volume : La conscience du crime et du châtiment Personnages en couverture : Kenshin Himura et Kaoru KamiyaListe des chapitres : - Ch. 197 : Le retour du loup (再びの狼, Futatabi no Ōkami) - Ch. 198 : Personne ne peut le vaincre (負ける気がしねぇ, Makeru Ki ga Shinē) - Ch. 199 : La clémence (甘い采配, Amai Saihai) - Ch. 200 : Un duel prédestiné (宿命の私闘, Shukumei no Shitō) - Ch. 201 : Un autre de mes talents (もう一つの力, Mō Hitotsu no Chikara) - Ch. 202 : Une vieille histoire (昔語り, Mukashigatari) - Ch. 203 : Une dénouement évident pour un duel attendu depuis quinze ans (この十五年に及ぶ私闘に純然たる決着を, Kono Jūgonen ni Oyobu Shitō ni Junzentaru Kechaku o) - Ch. 204 : La conscience du crime et du châtiment (罪と罰の意識, Tsumi to Batsu no Ishiki) - Ch. 205 : Le vrai objectif de la "vengeance humaine" (人誅真意, Jinchū Shin'i) - Ch. 206 : Grisaille dans les ténèbres (鈍色暗中, Nibiiro Anchū) |                   |                   |                   |                   |
| 24 | 4 février 1999    | 978-4-08-872668-7 | 16 août 2002      | 978-2-72-343621-2 |
| Titre du volume : La Fin du rêve Personnages en couverture : Kenshin Himura, Yahiko Myôjin et Kaoru KamiyaListe des chapitres : - Ch. 207 : Aggravation mortelle de la situation (暗転入滅, Anten Nyūmetsu) - Ch. 208 : La Fin du rêve (ユメノオワリ, Yume no Owari) - Ch. 209 : Adieu (あばよ, Aba yo) - Ch. 210 : Le vieillard à l'identité inconnue (オイボレ-その男素性不明-, Oibore -Sono Otoko Sujō Fumei-) - Ch. 211 : Mais elle n'est pas nulle ! (零じゃあない, Zero jaa nai) - Ch. 212 : Début de l'action (行動開始, Kōdō Kaishi) - Ch. 213 : Les conditions de l'échange (交換条件, Kōkan Jōken) - Ch. 214 : La crise d'Enishi (縁変調, Enishi Henchō) - Ch. 215 : Trois jours de démarches (三日経過, Mikka Keika) - Ch. 216 : Les hommes en noir (1ère partie) (黒い装束の二人(前編), Kuroi Shōzoku no Futari (Zenpen)) - Ch. 217 : Les hommes en noir (2ème partie) (黒い装束の二人(後編), Kuroi Shōzoku no Futari (Kōhen)) |                   |                   |                   |                   |
| 25 | 2 avril 1999      | 978-4-08-872696-0 | 17 novembre 2002  | 978-2-72-343981-7 |
| Titre du volume : La vérité Personnages en couverture : Kenshin Himura, Sanosuke Sagara et Yahiko MyôjinListe des chapitres : - Ch. 218 : La démence en liberté (狂気 解き放たる, Kyōki Tokihanataru) - Ch. 219 : Le vrai combat de Yahiko (1ère partie) (弥彦 真の闘い 其の壱, Yahiko, Shin no Tatakai Sono Ichi) - Ch. 220 : Le vrai combat de Yahiko (2ème partie) (弥彦 真の闘い 其の弐, Yahiko, Shin no Tatakai Sono Ni) - Ch. 221 : Le vrai combat de Yahiko (3ème partie) (弥彦 真の闘い 其の参, Yahiko, Shin no Tatakai Sono San) - Ch. 222 : Le vrai combat de Yahiko (4ème partie) (弥彦 真の闘い 其の四, Yahiko, Shin no Tatakai Sono Shi) - Ch. 223 : Rêve, réalité et illusion (夢と現と幻, Yume to Utsutsu no Maboroshi) - Ch. 224 : La vérité (真実, Shinjitsu) - Ch. 225 : A ce moment-là, un souffle de vent (その時、一陣の風, Sono Toki, Ichijin no Kaze) - Ch. 226 : D'un samouraï à un shizoku (侍から士族へ, Samurai kara Shizoku e) - Ch. 227 : Plus que quatre jours, plus qu'un seul homme (あと四日、あと一人, Ato Yokka, Ata Hitori) |                   |                   |                   |                   |
| 26 | 2 juillet 1999    | 978-4-08-872732-5 | 16 février 2003   | 978-2-72-344045-5 |
| Titre du volume : Le dos d'un homme Personnages en couverture : Kenshin Himura, Enishi Yukishiro, Tomoe Yukishiro et Kaoru KamiyaListe des chapitres : - Ch. 228 : Le dos d'un homme (1ère partie) : Le retour du mercenaire bagarreur (男の背中 其之壱 喧嘩屋再開, Otoko no Senaka Sono Ichi: Kenka-ya Saikai) - Ch. 229 : Le dos d'un homme (2ème partie) : Deux êtres semblables (男の背中 其之弐 似た者同士, Otoko no Senaka Sono Ni: Nitamonodōshi) - Ch. 230 : Le dos d'un homme (3ème partie) : Portrait de famille (男の背中 其之参 家族の肖像, Otoko no Senaka Sono San: Kazoku no Shōzō) - Ch. 231 : Le dos d'un homme (4ème partie) : Acte de provocation (男の背中 其之四 一触即発, Otoko no Senaka Sono Shi: Isshokusokuhatsu) - Ch. 232 : Le dos d'un homme (5ème partie) : Le symbole du mal (男の背中 其之伍 悪一文字, Otoko no Senaka Sono Go: Aku Ichimonji) - Ch. 233 : Le dos d'un homme (6ème partie) : Le cri de la montagne (男の背中 其之六 山鳴り, Otoko no Senaka Sono Roku: Yamanari) - Ch. 234 : Le dos d'un homme (7ème partie) : Tout ce que raconte cette silouette de dos (男の背中 其之七 背中は語る, Otoko no Senaka Sono Nana: Senaka wa Kataru) - Ch. 235 : La blancheur de la neige que j'ai vue ce jour-là (あの日見た、雪の白さ, Ano Hi Mita, Yuki no Shirosa) - Ch. 236 : Débarquement (上陸, Jōriku) - Ch. 237 : Désaccord (仲違い, Nakatagai) |                   |                   |                   |                   |
| 27 | 3 septembre 1999  | 978-4-08-872758-5 | 29 avril 2003     | 978-2-72-344214-5 |
| Titre du volume : La réponse Personnages en couverture : Kenshin Himura et Enishi YukishiroListe des chapitres : - Ch. 238 : L'apparition des sushin (四星変化, Sūshin Henge) - Ch. 239 : Le combat contre les sushin : Saïto contre Seiryu (四神対決 -斎藤対青龍-, Sūshin Taiketsu -Saitō tai Seiryū-) - Ch. 240 : Le combat contre les sushin : Aoshi contre Suzaku (四神対決 -蒼紫対朱雀-, Sūshin Taiketsu -Aoshi tai Suzaku-) - Ch. 241 : Le combat contre les sushin : Sanosuké contre Byakko (四神対決 -左之助対白虎-, Sūshin Taiketsu -Sanosuke tai Byakko-) - Ch. 242 : Le combat contre les sushin : Yahiko contre Genbu (四神対決 -弥彦対玄武-, Sūshin Taiketsu -Yahiko tai Genbu-) - Ch. 243 : Tigre et dragon de nouveau face à face (龍虎再見, Ryūko Saiken) - Ch. 244 : Violent duel au sabre (撃剣, Gekiken) - Ch. 245 : Le Hiten Mitsurugi neutralisé (飛天御剣流、封殺, Hiten Mitsurugi-ryū, Fūsatsu) - Ch. 246 : La réponse (答, Kotae) - Ch. 247 : Nerfs en folie (狂経脈, Kyōkeimyaku) |                   |                   |                   |                   |
| 28 | 4 novembre 1999   | 978-4-08-872782-0 | 18 juillet 2003   | 978-2-72-344215-2 |
| Titre du volume : Vers une nouvelle génération Personnages en couverture : Kenshin Himura et Kaoru KamiyaListe des chapitres : - Ch. 248 : Furie (怒り, Ikari) - Ch. 249 : Un nouveau pas (新たなる一歩, Aratanaru Ippo) - Ch. 250 : Le retour du sourire (笑顔、再び, Egao, Futatabi) - Ch. 251 : Hurry Go Round - Ch. 252 : Le vent d'automne (秋風, Akikaze) - Ch. 253 : Des jours paisibles comme au printemps (小春日和, Koharubiyori) - Ch. 254 : Le cours du temps (星霜, Seisō) - Ch. final : Conclusion : Vers une nouvelle génération ((終幕)新たなる世代へ, (Shūmaku). Aratanaru Sedai e) - Histoire courte : メテオ ストライク (Meteo Sutoraiku) |                   |                   |                   |                   |

#### Kenshin le vagabond: Éditionkanzenban
| no | Japonais         | Japonais          | Français          | Français          |
| no | Date de sortie   | ISBN              | Date de sortie    | ISBN              |
| --- | ---------------- | ----------------- | ----------------- | ----------------- |
| 1 | 4 juillet 2006   | 4-08-874150-1     | 3 décembre 2009   | 978-2-72-347230-2 |
| Personnage en couverture : Kenshin HimuraListe des chapitres : Scènes 1-8 + bonus 1 |                  |                   |                   |                   |
| 2 | 4 juillet 2006   | 4-08-874151-X     | 13 janvier 2010   | 978-2-72-347231-9 |
| Personnage en couverture : Jine UdôListe des chapitres : Scènes 9-20 |                  |                   |                   |                   |
| 3 | 4 août 2006      | 4-08-874152-8     | 31 mars 2010      | 978-2-72-347232-6 |
| Personnages en couverture : L'OniwabanshuListe des chapitres : Scènes 21-28 + bonus 2 |                  |                   |                   |                   |
| 4 | 4 août 2006      | 4-08-874153-6     | 19 mai 2010       | 978-2-72-347488-7 |
| Personnage en couverture : Kaoru KamiyaListe des chapitres : Scènes 29-39 |                  |                   |                   |                   |
| 5 | 4 août 2006      | 4-08-874154-4     | 21 juillet 2010   | 978-2-72-347489-4 |
| Personnage en couverture : Sanosuke SagaraListe des chapitres : Scènes 40-50 |                  |                   |                   |                   |
| 6 | 4 septembre 2006 | 4-08-874155-2     | 22 septembre 2010 | 978-2-72-347490-0 |
| Personnage en couverture : Hajimé SaïtoListe des chapitres : Scènes 51-62 |                  |                   |                   |                   |
| 7 | 4 octobre 2006   | 4-08-874156-0     | 24 novembre 2010  | 978-2-72-347491-7 |
| Personnage en couverture : Misao MakimachiListe des chapitres : Scènes 63-74 |                  |                   |                   |                   |
| 8 | 4 octobre 2006   | 4-08-874157-9     | 26 janvier 2011   | 978-2-72-347892-2 |
| Personnage en couverture : Aoshi ShinomoriListe des chapitres : Scènes 75-86 |                  |                   |                   |                   |
| 9 | 2 novembre 2006  | 4-08-874158-7     | 23 mars 2011      | 978-2-72-347893-9 |
| Personnage en couverture : Seijuro HikoListe des chapitres : Scènes 87-98 |                  |                   |                   |                   |
| 10 | 2 novembre 2006  | 4-08-874159-5     | 18 mai 2011       | 978-2-72-347894-6 |
| Personnage en couverture : Anji YukyuzanListe des chapitres : Scènes 99-108 |                  |                   |                   |                   |
| 11 | 4 décembre 2006  | 4-08-874160-9     | 20 juillet 2011   | 978-2-72-347895-3 |
| Personnages en couverture : Les membres des "dix sabres"Liste des chapitres : Scènes 109-120                                                                                               |                  |                   |                   |                   |
| 12 | 4 décembre 2006  | 4-08-874161-7     | 21 septembre 2011 | 978-2-72-347896-0 |
| Personnages en couverture : Les membres des "dix sabres"Liste des chapitres : Scènes 121-132                                                                                               |                  |                   |                   |                   |
| 13 | 4 janvier 2007   | 978-4-08-874162-8 | 30 novembre 2011  | 978-2-72-348270-7 |
| Personnage en couverture : Sojiro SetaListe des chapitres : Scènes 133-144 |                  |                   |                   |                   |
| 14 | 4 janvier 2007   | 978-4-08-874163-5 | 22 février 2012   | 978-2-72-348649-1 |
| Personnage en couverture : Makoto ShishioListe des chapitres : Scènes 145-157 |                  |                   |                   |                   |
| 15 | 2 février 2007   | 978-4-08-874164-2 | 18 avril 2012     | 978-2-72-348650-7 |
| Personnage en couverture : Battosaï l'assassinListe des chapitres : Scènes 158-169 |                  |                   |                   |                   |
| 16 | 2 février 2007   | 978-4-08-874165-9 | 13 juin 2012      | 978-2-72-348651-4 |
| Personnage en couverture : Tomoé YukishiroListe des chapitres : Scènes 170-181 |                  |                   |                   |                   |
| 17 | 2 mars 2007      | 978-4-08-874166-6 | 22 août 2012      | 978-2-72-348652-1 |
| Personnages en couverture : Les six camaradesListe des chapitres : Scènes 182-193 |                  |                   |                   |                   |
| 18 | 2 mars 2007      | 978-4-08-874167-3 | 17 octobre 2012   | 978-2-72-348653-8 |
| Personnage en couverture : Megumi TakaniListe des chapitres : Scènes 194-205 |                  |                   |                   |                   |
| 19 | 4 avril 2007     | 978-4-08-874168-0 | 6 février 2013    | 978-2-72-349266-9 |
| Personnage en couverture : Tsubamé SanjoListe des chapitres : Scènes 206-218 |                  |                   |                   |                   |
| 20 | 4 avril 2007     | 978-4-08-874168-0 | 20 mars 2013      | 978-2-72-349267-6 |
| Personnage en couverture : Yahiko MyôjinListe des chapitres : Scènes 219-231 |                  |                   |                   |                   |
| 21 | 4 avril 2007     | 978-4-08-874169-7 | 8 mai 2013        | 978-2-72-349331-4 |
| Personnage en couverture : Enishi YukishiroListe des chapitres : Scènes 232-244 |                  |                   |                   |                   |
| 22 | 2 mai 2007       | 978-4-08-874171-0 | 17 juillet 2013   | 978-2-72-349332-1 |
| Personnages en couverture : Kenshin Himura, Kaoru Kamiya, Sanosuke Sagara, Yahiko Myôjin, Aoshi Shinomori, Hajimé Saïtô et Misao MakimachiListe des chapitres : Scènes 244-255 + bonus 4-5 |                  |                   |                   |                   |

#### Kenshin le vagabond: Éditionbunko
| no                                                                       | Japonais        | Japonais          |
| no                                                                       | Date de sortie  | ISBN              |
| ------------------------------------------------------------------------ | --------------- | ----------------- |
| 1                                                                        | 18 janvier 2012 | 978-4-08-619314-6 |
| Personnage en couverture : Kenshin Himura                                |                 |                   |
| 2                                                                        | 18 janvier 2012 | 978-4-08-619315-3 |
| Personnage en couverture : Kaoru Kamiya                                  |                 |                   |
| 3                                                                        | 17 février 2012 | 978-4-08-619316-0 |
| Personnages en couverture : Sanosuke Sagara                              |                 |                   |
| 4                                                                        | 17 février 2012 | 978-4-08-619317-7 |
| Personnage en couverture : Megumi Takani                                 |                 |                   |
| 5                                                                        | 16 mars 2012    | 978-4-08-619318-4 |
| Personnage en couverture : Aoshi Shinomori                               |                 |                   |
| 6                                                                        | 16 mars 2012    | 978-4-08-619319-1 |
| Personnage en couverture : Misao Makimachi                               |                 |                   |
| 7                                                                        | 18 avril 2012   | 978-4-08-619320-7 |
| Personnage en couverture : Sôjirô Seta                                   |                 |                   |
| 8                                                                        | 8 avril 2012    | 978-4-08-619321-4 |
| Personnage en couverture : Seijûrô Hiko                                  |                 |                   |
| 9                                                                        | 18 mai 2012     | 978-4-08-619322-1 |
| Personnage en couverture : Makoto Shishio                                |                 |                   |
| 10                                                                       | 18 mai 2012     | 978-4-08-619323-8 |
| Personnage en couverture : Tomoe Yukishiro                               |                 |                   |
| 11                                                                       | 15 juin 2012    | 978-4-08-619324-5 |
| Personnage en couverture : Hajime Saito                                  |                 |                   |
| 12                                                                       | 15 juin 2012    | 978-4-08-619325-2 |
| Personnage en couverture : Enishi Yukishiro                              |                 |                   |
| 13                                                                       | 18 juillet 2012 | 978-4-08-619326-9 |
| Personnages en couverture : Yahiko Myôjin et Tsubame Sanjô               |                 |                   |
| 14                                                                       | 18 juillet 2012 | 978-4-08-874163-5 |
| Personnages en couverture : Kenshin Himura, Kaoru Kamiya et Kenji Himura |                 |                   |

### Restauration
| no | Japonais         | Japonais          | Français        | Français          |
| no | Date de sortie   | ISBN              | Date de sortie  | ISBN              |
| --- | ---------------- | ----------------- | --------------- | ----------------- |
| 1 | 4 septembre 2012 | 978-4-08-870509-5 | 2 juillet 2014  | 978-2-72-349813-5 |
| Personnage en couverture : Kenshin HimuraListe des chapitres : - Ch. 1 : 浪漫譚の始まり (Romantan no Hajimari) - Ch. 2 : 喧嘩屋 (Kenkaya) - Ch. 3 : 正義の行方（前編） (Seigi no Yukue (Zenpen)) - Prologue : 第零幕 (Dai Zero Maku)                                                                                          |                  |                   |                 |                   |
| 2 | 4 juillet 2013   | 978-4-08-870655-9 | 15 octobre 2014 | 978-2-34-400429-6 |
| Personnage en couverture : Kenshin HimuraListe des chapitres : - Ch. 4 : 正義の行方（後編） (Seigi no Yukue (Kōhen)) - Ch. 5 : 赤べこにて (Akabeko nite) - Ch. 6 : 明治の光 (Meiji no Hikari) - Ch. 7 : 暴風 (Bōfū) - Ch. 8 : 収束前 (Shūsoku Mae) - Ch. 9 : 生贄 (Ikenie) - Ch. final : 新時代の中へ― (Shin Jidai no Naka e) |                  |                   |                 |                   |

### Master of Flame
| no                                                                                   | Japonais       | Japonais          |
| no                                                                                   | Date de sortie | ISBN              |
| ------------------------------------------------------------------------------------ | -------------- | ----------------- |
| 1                                                                                    | 3 octobre 2014 | 978-4-08-880259-6 |
| Personnage en couverture : Makoto ShishioListe des chapitres : - Partie 1 - Partie 2 |                |                   |

### The Hokkaido Arc
| no | Japonais         | Japonais          |
| no | Date de sortie   | ISBN              |
| --- | ---------------- | ----------------- |
| 1 | 4 septembre 2018 | 978-4-08-881324-0 |
| Personnages en couverture : Kenshin Himura et Ashitarô HasegawaListe des chapitres : - Prologue : 明日郎前科アリ 前編 (Ashitarō Zenka Ari Zenpen) - Prologue : 明日郎前科アリ 後編 (Ashitarō Zenka Ari Kōhen) - Ch. 1 : 明治十六年 神谷道場 (Meiji Jūroku-nen Kamiya Dōjō) - Ch. 2 : 函館山 交戦 (Hakodateyama Kōsen) - Ch. 3 : 弥彦の刀 (Yahiko no Katana) |                  |                   |
| 2 | 4 février 2019   | 978-4-08-881736-1 |
| Personnages en couverture : Kenshin Himura et Kamiya KaoruListe des chapitres : - Ch. 4 : 誰 (Dare) - Ch. 5 : 田本写真館 (Tamoto Shashin-kan) - Ch. 6 : 牙突！牙突！牙突！ (Gatotsu! Gatotsu! Gatotsu!) - Ch. 7 : 凍座尋問・前編 (Itekura Jinmon Zenpen) - Ch. 8 : 凍座尋問・後編 (Itekura Jinmon Kōhen) - Ch. 9 : 樺戸集治監強襲 (Kabato Shūchikan Kyōshū) |                  |                   |
| 3 | 2 août 2019      | 978-4-08-882032-3 |
| Personnages en couverture : Kenshin Himura et Sanosuké SagaraListe des chapitres : - Ch. 10 : 旭の正体 (Asahi no Shōtai) - Ch. 11 : はしかぷ餅 (Hasukapu Mochi) - Ch. 12 : 意気投合 (Ikitōgō) - Ch. 13 : 電信 函館-京都 (Denshin Hakodate-Kyōtō) - Ch. 14 : 集いし者達 (Tsudoi shishatachi) - Ch. 15 : 積もる話もあるんだろうね (Tsumoru hanashi mo aru nadarō ne) - Ch. 16 : お前はァ！！！！ (Omae wā!!!!) |                  |                   |
| 4 | 13 mai 2020      | 978-4-08-882261-7 |
| Personnages en couverture : Kenshin Himura et Hajime SaitôListe des chapitres : - Ch. 17 : 闘姿 (Tōsugata) - Ch. 18 : 凍座猛攻 (Kō za mōkō) - Ch. 19 : 地獄の産物 (Jigoku no Sanbutsu) - Ch. 20 : 尋問終了 (Jinmon Shūryō) - Ch. 21 : 近況報告 函館より (Kinkyō Hōkoku Hakodate yori) - Ch. 22 : 小樽到着 (Otaru Tōchaku) - Ch. 23 : 雅桐刀を追え！ (Masa kirigatana o oe!) |                  |                   |
| 5 | 4 décembre 2020  | 978-4-08-882478-9 |
| Personnages en couverture : Kenshin Himura et Alan InoueListe des chapitres : - Ch. 24 : その男 雅桐！ (Sono Kazuo Miyabi kiri!) - Ch. 25 : その男 観柳！ (Sono otoko-kan yanagi!) - Ch. 26 : 金の価値 (Kin no kachi) - Ch. 27 : エゾマツの球果 (Ezomatsu no kyū hate) - Ch. 28 : 二重の極み破れたり (Nijū no kiwami yabure tari) - Ch. 29 : 潜入・小樽拠点！ (Sen'nyū Otaru kyoten!) - Ch. 30 : 喧嘩の締め (Kenka no shime) |                  |                   |
| 6 | 2 juillet 2021   | 978-4-08-882673-8 |
| Personnages en couverture : Kenshin Himura et Asahi KubotaListe des chapitres : - Ch. 31 : 敗北の観柳 (Haiboku no mi yanagi) - Ch. 32 : 持たざる者 (Motazaru mono) - Ch. 33 : さらば愛しの (Saraba itoshino) - Ch. 34 : 小樽を去る (Otaru o saru) - Ch. 35 : 小樽→函館→札幌 (Otaru ￫ Hakodate ￫ Sapporo) - Ch. 36 : 札幌新選組哀歌 其ノ一 北の都と新選組 (Sapporo shinsengumi aika sore no ichi kita no miyakoto shinsengumi) |                  |                   |
| 7 | 2 mai 2022       | 978-4-08-883085-8 |
| Personnages en couverture : Kenshin Himura et Shinpachi NagakuraListe des chapitres : - Ch. 37 : 札幌新撰組哀歌 其ノニ 油小路と永倉新八 (Sapporo shinsengumi aika sore no ni aburakōji to nagakura shinpachi) - Ch. 38 : 札幌新選組哀歌 其ノ三 北の都と敵、敵、敵 (Sapporo shinsengumi aika sore no san no kita no miyako to teki, teki) - Ch. 39 : 札幌新選組哀歌 其ノ四 油小路と斎藤一 (Sapporo shinsengumi aika sore no shi aburankōji to Saitō Hajime) - Ch. 40 : 札幌新選組哀歌 其ノ五 林檎の家と阿部十郎 (Sapporo shinsengumi aika sore no go ringonoie to Abe Jūrō) - Ch. 41 : 札幌新撰組哀歌 其ノ六 大通りの攻防と劍客兵器 雹辺 (Sapporo shinsengumi aika sore no roku Ōdōri no kōbō to kenkyaku heiki hyō hen) - Ch. 42 : 札幌新撰組哀歌 其ノ七 林檎の園と阿部十郎 (Sapporo shinsengumi aika sore no nana ringo no sono to Abe Jūrō) |                  |                   |
| 8 | 4 janvier 2023   | 978-4-08-883345-3 |
| Liste des chapitres : - Ch. 43 : 札幌新撰組哀歌其の八 北の都と阿部と永倉 (Sapporo shinsengumi aika sono hachi kita no miyako to Abe to Nagakura) - Ch. 44 : 札幌新撰組哀歌 其ノ九 龍尾の剣と雹辺双 (Sapporo shinsegumi aika sore no kyū ryū o no ken to hyōhensō) |                  |                   |
| 9 | 2 novembre 2023  | 978-4-08-883596-9 |

### Sources
1. ↑  (ja) « 週刊少年ジャンプ 1994年(平成6年)19 表紙=和月伸宏「るろうに剣心」 », sur order.mandarake.co.jp (consulté le 12 mai 2022)
2. ↑  (ja) « 週刊少年ジャンプ1994年19 », sur mediaarts-db.bunka.co.jp (consulté le 12 mai 2022)
3. ↑  (ja) « 週刊少年ジャンプ 1999年(平成11年)43 表紙=岸本斉史「NARUTO」 », sur order.mandarake.co.jp (consulté le 12 mai 2022)
4. ↑  (ja) « 「ヒカルの碁」「るろ剣」「封神演義」「I"ｓ」――「NARUTO」が始まった1999年の「週刊少年ジャンプ」 デジタル版が無料配信！ », sur nlab.itmedia.co.jp,‎ 9 novembre 2014 (consulté le 12 mai 2022)

### Œuvres
Édition japonaise
Rurōni Kenshin
1. 1 2 3  Tome 1
2. 1 2 3  Tome 28
3. 1 2  Tome 2
4. 1 2  Tome 3
5. 1 2  Tome 4
6. 1 2  Tome 5
7. 1 2  Tome 6
8. 1 2  Tome 7
9. 1 2  Tome 8
10. 1 2  Tome 9
11. 1 2  Tome 10
12. 1 2  Tome 11
13. 1 2  Tome 12
14. 1 2  Tome 13
15. 1 2  Tome 14
16. 1 2  Tome 15
17. 1 2  Tome 16
18. 1 2  Tome 17
19. 1 2  Tome 18
20. 1 2  Tome 19
21. 1 2  Tome 20
22. 1 2  Tome 21
23. 1 2  Tome 22
24. 1 2  Tome 23
25. 1 2  Tome 24
26. 1 2  Tome 25
27. 1 2  Tome 26
28. 1 2  Tome 27

Rurōni Kenshin Kanzenhan
1. 1 2 3 4  Tome 1
2. 1 2 3 4  Tome 22
3. 1 2 3  Tome 2
4. 1 2  Tome 3
5. 1 2  Tome 4
6. 1 2  Tome 5
7. 1 2  Tome 6
8. 1 2  Tome 7
9. 1 2  Tome 8
10. 1 2  Tome 9
11. 1 2  Tome 10
12. 1 2  Tome 11
13. 1 2  Tome 12
14. 1 2  Tome 13
15. 1 2  Tome 14
16. 1 2  Tome 15
17. 1 2  Tome 16
18. 1 2  Tome 17
19. 1 2  Tome 18
20. 1 2  Tome 19
21. 1 2  Tome 20
22. 1 2  Tome 21

Rurōni Kenshin Bunkobon
1. 1 2 3  Tome 1
2. 1 2 3  Tome 14
3. 1 2  Tome 2
4. 1 2  Tome 3
5. 1 2  Tome 4
6. 1 2  Tome 5
7. 1 2  Tome 6
8. 1 2  Tome 7
9. 1 2  Tome 8
10. 1 2  Tome 9
11. 1 2  Tome 10
12. 1 2  Tome 11
13. 1 2  Tome 12
14. 1 2  Tome 13

Rurōni Kenshin Tokuhitsu-ban
1. ↑  Tome 1
2. ↑  Tome 2

Rurōni Kenshin Uramaku - Honō wo Suberu
1. 1 2  Tome 1

Rurōni Kenshin - Meiji Kenkaku Romantan - Hokkaidō Hen
1. 1 2  Tome 1
2. 1 2  Tome 2
3. 1 2  Tome 3
4. 1 2  Tome 4
5. 1 2  Tome 5
6. 1 2  Tome 6
7. 1 2  Tome 7
8. 1 2  Tome 8
9. 1 2  Tome 9

Édition française
Kenshin le vagabond
1. 1 2  Tome 1
2. 1 2  Tome 2
3. 1 2  Tome 3
4. 1 2  Tome 4
5. 1 2  Tome 5
6. 1 2  Tome 6
7. 1 2  Tome 7
8. 1 2  Tome 8
9. 1 2  Tome 9
10. 1 2  Tome 10
11. 1 2  Tome 11
12. 1 2  Tome 12
13. 1 2  Tome 13
14. 1 2  Tome 14
15. 1 2  Tome 15
16. 1 2  Tome 16
17. 1 2  Tome 17
18. 1 2  Tome 18
19. 1 2  Tome 19
20. 1 2  Tome 20
21. 1 2  Tome 21
22. 1 2  Tome 22
23. 1 2  Tome 23
24. 1 2  Tome 24
25. 1 2  Tome 25
26. 1 2  Tome 26
27. 1 2  Tome 27
28. 1 2  Tome 28

Kenshin le vagabond Perfect Edition
1. 1 2  Tome 1
2. 1 2  Tome 2
3. 1 2  Tome 3
4. 1 2  Tome 4
5. 1 2  Tome 5
6. 1 2  Tome 6
7. 1 2  Tome 7
8. 1 2  Tome 8
9. 1 2  Tome 9
10. 1 2  Tome 10
11. 1 2  Tome 11
12. 1 2  Tome 12
13. 1 2  Tome 13
14. 1 2  Tome 14
15. 1 2  Tome 15
16. 1 2  Tome 16
17. 1 2  Tome 17
18. 1 2  Tome 18
19. 1 2  Tome 19
20. 1 2  Tome 20
21. 1 2  Tome 21
22. 1 2  Tome 22

Kenshin Restauration
1. 1 2  Tome 1
2. 1 2  Tome 2